# Opistognathus
Opistognathus Cuvier, 1816 è un genere di pesci ossei marini appartenenti alla famiglia Opistognathidae.

## Tassonomia
Comprende le seguenti specie:
- Opistognathus aurifrons (Jordan & Thompson, 1905).
- Opistognathus brasiliensis Smith-Vaniz, 1997.
- Opistognathus castelnaui Bleeker, 1860.
- Opistognathus cuvierii Valenciennes, 1836.
- Opistognathus darwiniensis (Macleay, 1878).
- Opistognathus decorus Smith-Vaniz & Yoshino, 1985.
- Opistognathus dendriticus (Jordan & Richardson, 1908).
- Opistognathus evermanni (Jordan & Snyder, 1902).
- Opistognathus eximius (Ogilby, 1908).
- Opistognathus fenmutis Acero P. & Franke, 1993.
- Opistognathus galapagensis Allen & Robertson, 1991.
- Opistognathus gilberti Böhlke, 1967.
- Opistognathus hongkongiensis (Chan, 1968).
- Opistognathus hopkinsi (Jordan & Snyder, 1902).
- Opistognathus inornatus (Ramsay & Ogilby, 1887).
- Opistognathus iyonis (Jordan & Thompson, 1913).
- Opistognathus jacksoniensis (Macleay, 1881).
- Opistognathus latitabundus (Whitley, 1937).
- Opistognathus leprocarus Smith-Vaniz, 1997.
- Opistognathus liturus Smith-Vaniz & Yoshino, 1985.
- Opistognathus lonchurus (Jordan & Gilbert, 1882).
- Opistognathus macrognathus (Poey, 1860).
- Opistognathus macrolepis (Peters, 1866).
- Opistognathus margaretae Smith-Vaniz, 1984.
- Opistognathus maxillosus (Poey, 1860).
- Opistognathus megalepis Smith-Vaniz, 1972.
- Opistognathus melachasme Smith-Vaniz, 1972.
- Opistognathus mexicanus Allen & Robertson, 1991.
- Opistognathus muscatensis (Boulenger, 1887).
- Opistognathus nigromarginatus Rüppell, 1830.
- Opistognathus nothus Smith-Vaniz, 1997.
- Opistognathus panamaensis Allen & Robertson, 1991.
- Opistognathus papuensis (Bleeker, 1868).
- Opistognathus punctatus (Peters, 1869).
- Opistognathus randalli
- Opistognathus reticulatus (McKay, 1969).
- Opistognathus rhomaleus (Jordan & Gilbert, 1882).
- Opistognathus robinsi Smith-Vaniz, 1997.
- Opistognathus rosenbergii Bleeker, 1857.
- Opistognathus rosenblatti Allen & Robertson, 1991.
- Opistognathus rufilineatus Smith-Vaniz & Allen, 2007
- Opistognathus signatus Smith-Vaniz, 1997.
- Opistognathus solorensis Bleeker, 1853.
- Opistognathus whitehursti (Longley, 1927).